# Camí dels Morts
El Camí dels Morts és un camí del terme de Reus a la comarca catalana del Baix Camp.
És un dels camins més llargs del terme. Arrenca del Camí Vell de Riudoms, sota el Mas del Ferrater, tot i que hi ha qui diu que ve d'Escornalbou, vorejant Riudecanyes, Montbrió i Riudoms, i passant al costat del Mas d'en Gil, ja a Vila-seca, arribava a Tarragona. Passa a tocar de l'Ermita de Misericòrdia, travessa la carretera de Cambrils vora el Mas de Montagut, creua el camí de la Pedra Estela, passa per sota dels barris de Juroca i Muixí, i quan és vora el mas del Freixa, sota el Barri Montserrat travessa el Barranc de l'Escorial i el Camí del Mas de les Monges. Més avall fa la divisòria amb el terme de Vila-seca, travessa la carretera de Salou i arriba fins a la via del tren de Tarragona. Entra al terme de Vila-seca per la urbanització la Plana, creua el Camí del Castell, en direcció est-sud-est i torna a entrar al terme de Reus. Passa a la vora del Mas del Larrard Nou i va fins al Mas del Plana, on enllaça amb el Camí de Bellissens, ara convertit en carretera, que passa per terres de Quart i de la Vinadera i arriba fins al Mas de Miret ja al terme de Vila-seca. Segons Amigó, devia entroncar amb l'antic camí reial de Barcelona a València.